# Universidad de León
La Universidad de León (ULE) es una universidad pública con sede en la ciudad de León (España), y con un campus adicional en Ponferrada.
El germen de la universidad lo encontramos en 1843, cuando se crea la Escuela Normal de Maestros o Seminario de Maestros de Instrucción Pública y en la escuela subalterna de Veterinaria, fundada en 1852, sentando las bases de la futura universidad leonesa. Fue fundada en 1979 como escisión de la Universidad de Oviedo, a partir de las diversas Escuelas y Facultades que, dependientes de aquella, existían desde mayor o menor tiempo atrás en la ciudad de León.
Los últimos años la universidad ha firmado importantes convenios de colaboración, entre los que destaca el firmado con la Universidad de Washington, que ha permitido la instalación en León de la segunda sede europea de esta universidad estadounidense o el firmado con la Universidad de Xiangtan, que ha propiciado la implantación en la ciudad del Instituto Confucio.
Cuenta con una oferta de 39 titulaciones de Grado y 5 itinerarios para la obtención de Dobles Grados, 31 titulaciones de máster oficiales, a los que hay que sumar 5 programas interuniversitarios y 2 programas internacionales de máster que junto con los 17 programas de doctorado completan la oferta de títulos oficiales de la Universidad de León. Se trata de una universidad que en los últimos años ha destacado por su importante avance en el ámbito de la internacionalización, prueba de ello son el porcentaje de estudiantes extranjeros matriculados en sus titulaciones, el creciente número de estudiantes que envía y recibe en programas de movilidad o su integración en la Universidad Europea para la Producción y el Consumo Responsable, EURECA-PRO.

## Historia
Siglo XIX

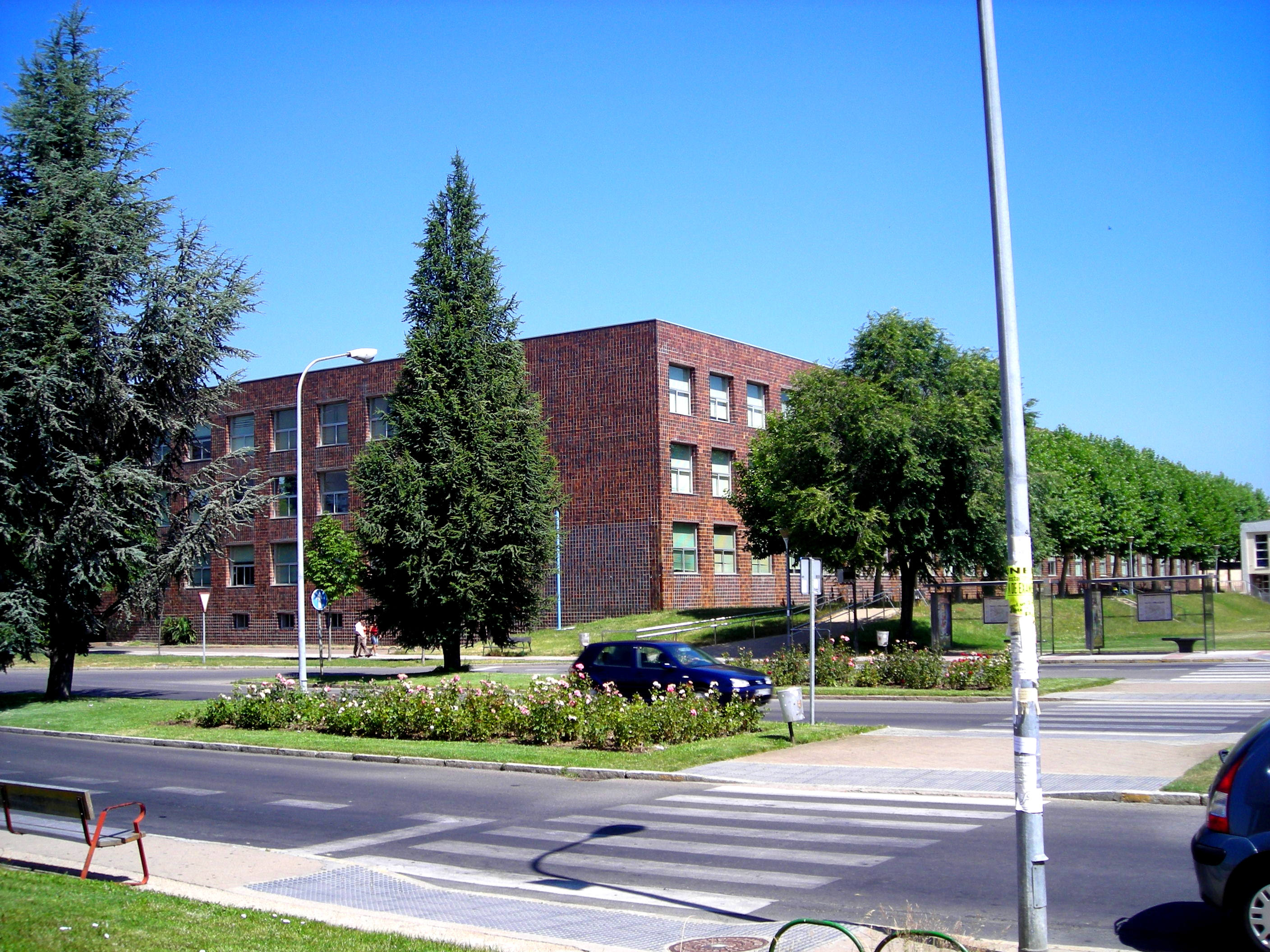
Facultad de Filosofía y Letras

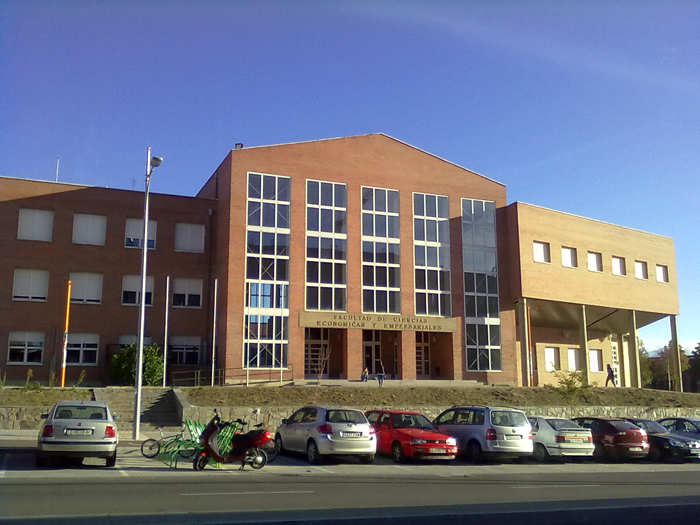
Facultad de Ciencias Económicas y Empresariales.

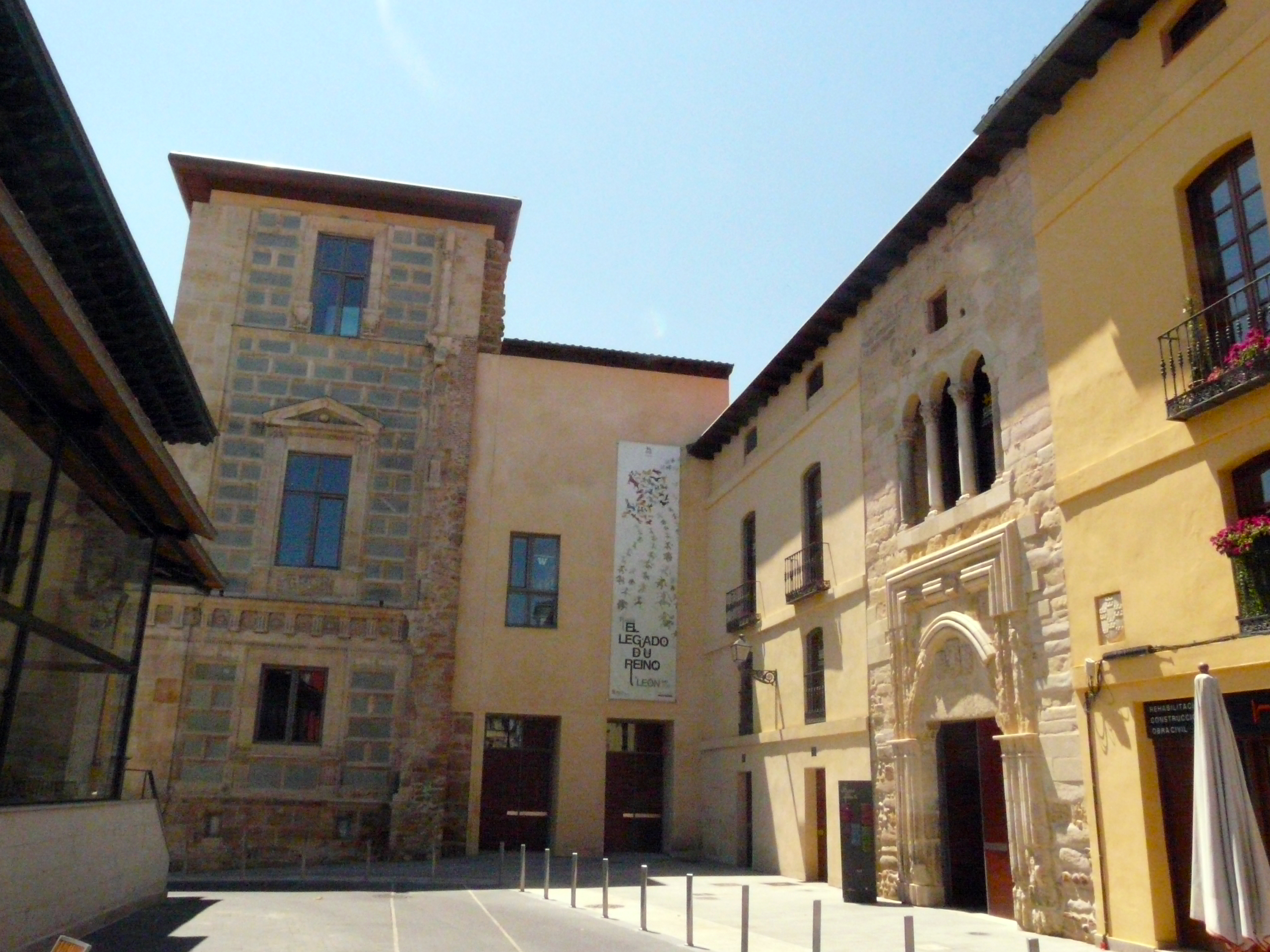
La Universidad de Washington tiene su sede en el palacio del conde Luna.

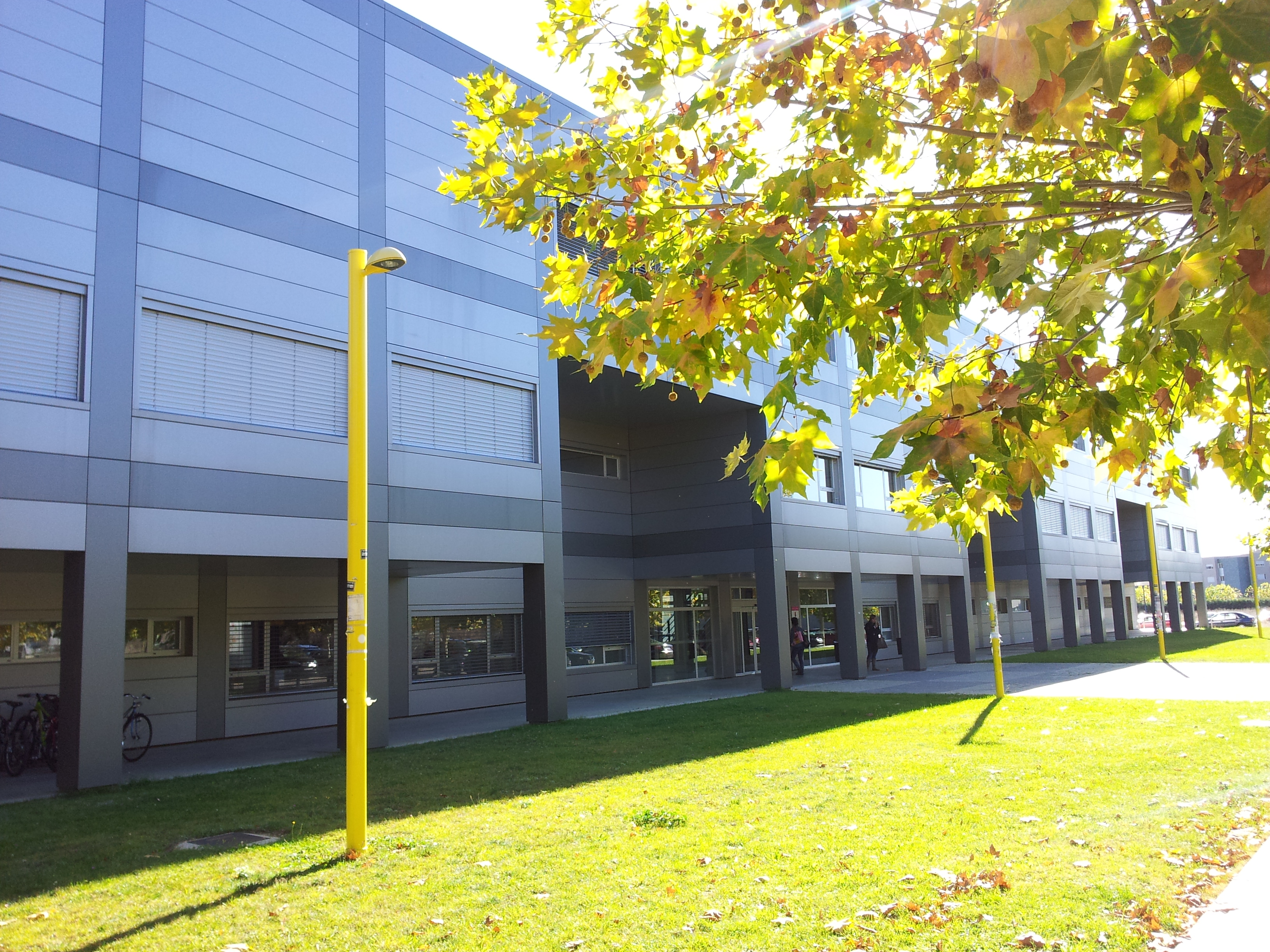
Sede del supercomputador Caléndula, en el Edificio CRAI-TIC de la universidad.

El germen de la universidad de León se encuentra en la creación en 1843 de la Escuela Normal de Maestros o Seminario de Maestros de Instrucción Pública, que daría lugar a la Facultad de Educación. En 1852 se crea la Escuela Subalterna de Veterinaria, que se convertirá con el tiempo en la Facultad de Veterinaria, la facultad de más proyección y fama de la universidad. Durante el resto del siglo XIX no se crean nuevos centros educativos, teniendo que esperar al cambio de siglo.
Siglo XX
En 1914 se crea la Escuela Elemental de Comercio en 1914, después de reiteradas gestiones de los responsables de la Cámara de Comercio e Industria de León. En 1943 la Escuela Subalterna de Veterinaria se convierte en la facultad de veterinaria, gracias a la cual se crea la sección de ciencias biológicas en 1961, aunque sus actividades no se pondrían en marcha hasta 1968.
La facultad de veterinaria fue el verdadero inicio de la universidad de León, ya que además de la sección de ciencias biológicas albergó las enseñanzas de Derecho y la Academia “San Raimundo de Peñafort” y el SEU, adscrito a la universidad de Oviedo. Además de ello, también compartían espacio en la facultad de veterinaria la Escuela de Capataces Facultativos de Minas y Fábricas Metalúrgicas, creada en 1943, germen de la actual Escuela Superior y Técnica de Ingenieros de Minas, así como de Peritos Agrícolas, creada en 1963 y origen de la actual Escuela Superior y Técnica de Ingeniería Agraria.
La creación de la universidad
El camino a la creación en la universidad pasaba por superar el listón legal de tres facultades exigido para instituirse en universidad. En 1970, la Ley General de Educación, que permitió la incorporación a la universidad de las actuales escuelas universitarias produjo el revulsivo en la sociedad leonesa que permitió iniciar la creación de la universidad de León.
En 1972 se creó el colegio universitario de León, con el patrocinio de Caja León, hoy Caja España, primero para Filosofía y Letras y más tarde ampliado a Derecho. La sección de Ciencias Biológicas se convirtió en facultad en 1975.
El cambio se produjo en 1979, ya en democracia, con la publicación de la ley 29/1979 mediante la cual se creaba la universidad de León, añadiendo a su catálogo las escuelas universitarias de ingeniería técnica industrial, las adscritas a enfermería, por entonces pertenecientes a la Diputación de León, la de formación del profesorado de EGB de Ponferrada, patrocinada por la Iglesia católica y por último la escuela de trabajo social.
Siglo XXI
Hoy día la Universidad de León cuenta con dos campus, uno en León, en terrenos de Vegazana, otrora pertenecientes al Obispado de León y tras ser adquiridos por Caja León donados por esta para la creación del colegio universitario leonés y otro en Ponferrada, en el entorno del antiguo hospital “Camino de Santiago” e inaugurado en 1996. En conjunto, la universidad imparte 39 titulaciones de grado, 38 titulaciones de máster y 17 programas de doctorado, que junto con 11 títulos propios conforman la oferta formativa de sus dos campus.
Los últimos años la universidad ha firmado importantes convenios de colaboración, entre los que destaca el firmado con la Universidad de Washington, que ha permitido la instalación en León del University of Washington León Center, la segunda sede europea de esta prestigiosa universidad norteamericana, y el firmado con la Universidad de Xiangtan, que ha propiciado la implantación del Instituto Confucio de la Universidad de León. Ambas universidades cuentan con sede propia en la ciudad, la primera en el Palacio del Conde Luna y la segunda en la calle Jesús Rubio, 2 de la ciudad de León, junto al Centro de Idiomas de la universidad de León.

## Centros y facultades

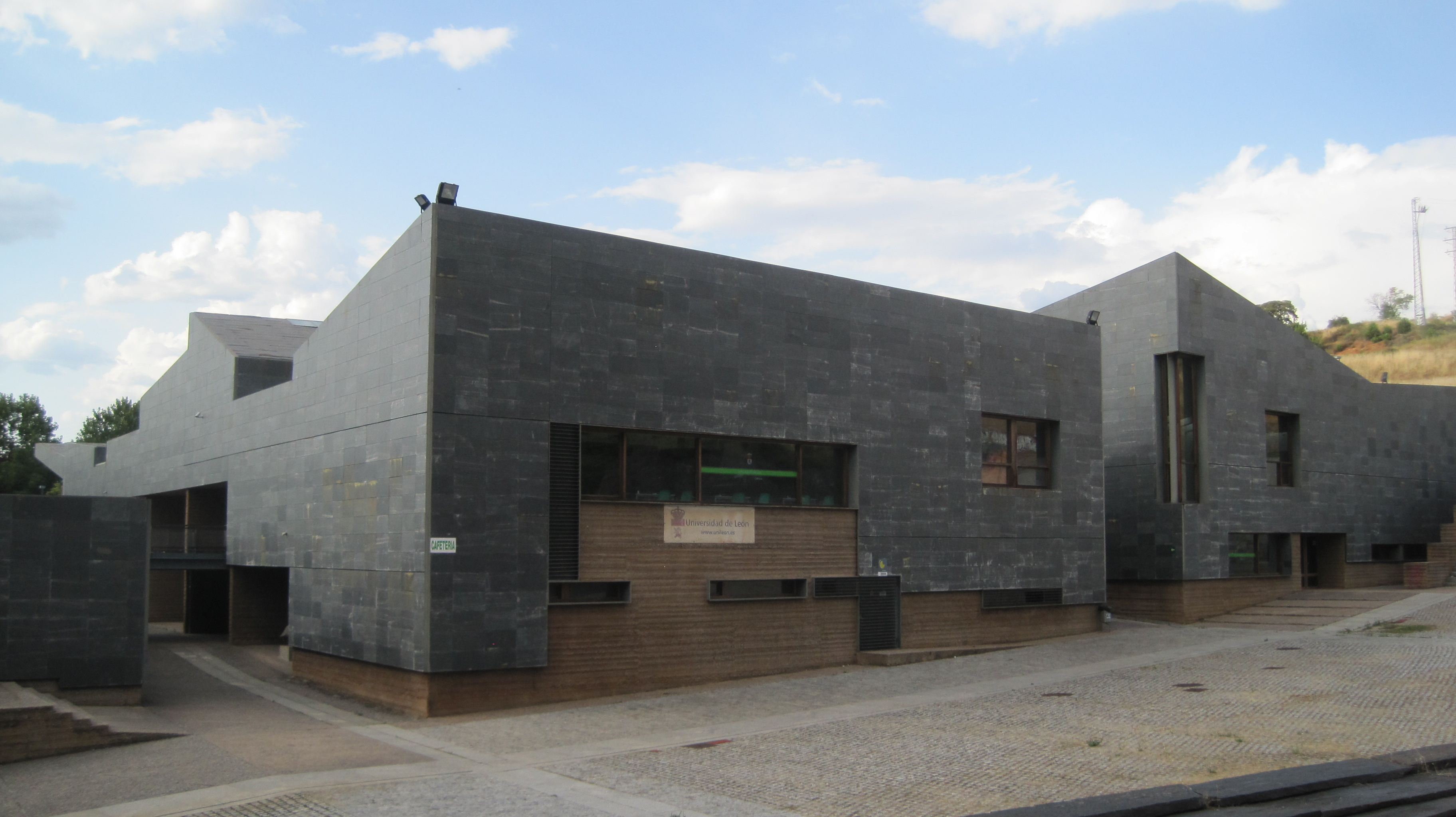
Biblioteca del campus de la Universidad de León en Ponferrada (León, España).

La Universidad de León cuenta con nueve facultades (Veterinaria, Ciencias Biológicas y Ambientales, Educación, Derecho, Filosofía y Letras, Ciencias Económicas y Empresariales, Ciencias del Trabajo, Ciencias de la Salud y Ciencias de la Actividad Física y del Deporte), tres escuelas de ingeniería (Industrial, Informática y Aeroespacial; Minas; y Agraria y Forestal), una escuela de doctorado y una escuela universitaria adscrita (Trabajo Social) distribuidos entre los campus de Vegazana y Ponferrada. Junto a ello, la oferta se completa con un centro de idiomas perteneciente a la universidad, un Centro TIC, donde se encuentra el superordenador Caléndula y se realizan prácticas en la empresa HP. Asociada a la universidad esta también el Hospital Clínico Veterinario de Castilla y León, donde realizan sus prácticas los estudiantes de la Facultad de Veterinaria, con influencia en Asturias, Cantabria, el País Vasco, además de Castilla y León, un total de 9,5 millones de cabezas de ganado.
Rectorado
Ubicado en el centro de la ciudad de León, ocupa el antiguo edificio que, durante décadas, albergó la Facultad de Veterinaria, auténtico germen de la Universidad. Después de que esta abandonara la avenida que hoy lleva su nombre (Avenida de la Facultad de Veterinaria) y se trasladara al Campus de Vegazana, el edificio fue enteramente remodelado y adaptado a su nueva función, albergando hoy, entre otras dependencias, el Pabellón de Gobierno, con el Rectorado y los servicios administrativos, y la hospedería de la Universidad. Asimismo, se han habilitado diversas aulas, salones y paraninfos, donde se llevan a cabo los actos más solemnes de la Institución.
El nuevo edificio fue inaugurado en un solemne acto académico, al que asistieron nueve rectores y las autoridades autonómicas, provinciales y locales el 18 de diciembre de 1989.
Casa del estudiante
Ocupa buena parte del antiguo edificio de la Facultad de Veterinaria, en el centro de la ciudad, donde se ubica también el Pabellón de Gobierno. En él, los estudiantes cuentan con instalaciones culturales y de ocio: además de numerosas salas de estudio, que cuentan con un amplio horario de apertura, prorrogado hasta las 24 h. al día en los periodos de exámenes y previos a estos, en él se ubica también el Ateneo Cultural, donde se encuentra el teatro El Albéitar, salas de exposiciones, conferencias, talleres...
En el patio de acceso al edificio, por último, se ha construido recientemente[¿cuándo?] un pequeño edificio, denominado del XXV Aniversario, que alberga dependencias administrativas y la tienda de la Universidad.